# Discalma observata
Discalma observata là một loài bướm đêm trong họ Geometridae.